# Емералд-Маунтен (Алабама)
Емералд-Маунтен (англ. Emerald Mountain) — переписна місцевість (CDP) в США, в окрузі Елмор штату Алабама. Населення — 3310 осіб (2020).

## Географія
Емералд-Маунтен розташований за координатами 32°26′53″ пн. ш. 86°5′39″ зх. д. / 32.44806° пн. ш. 86.09417° зх. д. (32.447933, -86.094294).  За даними Бюро перепису населення США в 2010 році переписна місцевість мала площу 43,34 км², з яких 41,67 км² — суходіл та 1,67 км² — водойми.

## Демографія
Згідно з переписом 2010 року, у переписній місцевості мешкала 2561 особа в 938 домогосподарствах у складі 796 родин. Густота населення становила 59 осіб/км².  Було 982 помешкання (23/км²).
Расовий склад населення:
| - 87,1 % — білих - 11,0 % — чорних або афроамериканців - 0,6 % — азіатів - 0,2 % — корінних американців |

До двох чи більше рас належало 0,8 %. Частка іспаномовних становила 1,6 % від усіх жителів.
За віковим діапазоном населення розподілялося таким чином: 27,2 % — особи молодші 18 років, 61,8 % — особи у віці 18—64 років, 11,0 % — особи у віці 65 років та старші. Медіана віку мешканця становила 38,4 року. На 100 осіб жіночої статі у переписній місцевості припадало 97,6 чоловіків;  на 100 жінок у віці від 18 років та старших — 96,5 чоловіків також старших 18 років.
Середній дохід на одне домашнє господарство  становив 122 504 долари США (медіана — 91 054), а середній дохід на одну сім'ю — 127 125 доларів (медіана — 92 917). За межею бідності перебувало 8,2 % осіб, у тому числі 16,4 % дітей у віці до 18 років та 0,0 % осіб у віці 65 років та старших.
Цивільне працевлаштоване населення становило 1281 осіб. Основні галузі зайнятості: освіта, охорона здоров'я та соціальна допомога — 20,9 %, публічна адміністрація — 15,8 %, виробництво — 14,0 %.